# Fernando Rey
Fernando Rey, egentligen Fernando Casado Arambillet, född 20 september 1917 i A Coruña i Galicien, död 9 mars 1994 i Madrid, var en spansk skådespelare.
Fernando Rey förknippas främst med filmer av Luis Buñuel, till exempel Viridiana (1961), Tristana (1970), Borgarklassens diskreta charm (1972) och Begärets dunkla mål (1977). Han är också känd från filmerna French Connection – Lagens våldsamma män och French Connection II.
Han hade en biroll i Jesus från Nasaret (1977) som Kaspar, en av de vise männen.

## Filmografi (i urval)
- 1953 – Välkommen, mr Marshall
- 1955 – Sången om Marcelino
- 1961 – Viridiana
- 1965 – Falstaff
- 1966 – Sju kommer tillbaka
- 1966 – Navajo Joe – 1 $ per skalle
- 1968 – En odödlig historia (TV-film, ej krediterad)
- 1968 – Pancho Villa
- 1969 – De 7 slår till igen
- 1970 – Tristana
- 1970 – Död åt companeros
- 1971 – The Light at the Edge of the World
- 1971 – French Connection – Lagens våldsamma män
- 1972 – Borgarklassens diskreta charm
- 1975 – Mannen som köpte sitt liv
- 1975 – French Connection II
- 1976 – Cadaveri eccellenti
- 1976 – Il deserto dei Tartari
- 1976 – De fördömdas resa
- 1977 – Jesus från Nasaret (miniserie, ett avsnitt)
- 1977 – Begärets dunkla mål
- 1979 – Quintet
- 1984 – The Hit
- 1985 – Rustlers' Rhapsody
- 1988 – Bananrepubliken
- 1992 – 1492 – den stora upptäckten